# Seznam fizikalnih zakonov
Spodaj je seznam fizikalnih zakonov, odkritih v znanosti in še posebej v fiziki. Po navadi rečejo, da so edini resnični »zakoni« znanosti podrejeni znanstvenih metodi.
- Dulong-Petitov zakon cV = 3R/M (specifična toplota pri konstantni prostornini),
- Einstein
  - Teorija relativnosti

{\displaystyle E=mc^{2}} (energija = masa · hitrost svetlobe2)
- Keplerjevi zakoni (gibanje planetov),
- Newton
  - Newtonovi zakoni gibanja (pospešek, F = ma, akcija in reakcija),
  - Splošni gravitacijski zakon Fg = G m1 m2/r2 (splošna gravitacijska sila),
  - Zakon prevajanja toplote dQ/dt = K Δ T (toplotni tok),
- Coulombov zakon (F = q1q2/4πε0r2),
- Ohmov zakon (U = R I),
- Kirchhoffova zakona (zakona o električnem toku in napetosti),
- Maxwellove enačbe (električna in magnetna polja: v vakuumu {\displaystyle \nabla }·E = 0, {\displaystyle \nabla }·B = 0, {\displaystyle \nabla }×E = -∂B/∂t, {\displaystyle \nabla }×B = c−2∂E/∂t),
- Navier-Stokesove enačbe v mehaniki tekočin

{\displaystyle \rho \left({\frac {\partial \mathbf {v} }{\partial t}}+(\mathbf {v} \cdot \nabla )\mathbf {v} \right)=-\nabla p+\mu \left(\nabla ^{2}\mathbf {v} +{1 \over 3}\nabla (\nabla \cdot \mathbf {v} )\right)+\rho \mathbf {v} }
- Poiseuillov zakon ΦV = (π r4/8 η)(Δp*/l) (prostorninski pretok pri laminarnem stacionarnem toku nestisljive enakomerno viskozne tekočine skozi gladko valjasto cev s stalnim krožnim presekom),
- Optika
  - Geometrijska optika
    - Lomni zakon (lom, lom svetlobe),
      - Snellov zakon (lom svetlobe preko Huygensovega načela),

  - Valovna optika
    - Beer-Lambertov zakon (absorpcija svetlobe),
    - Lambertov (kosinusni) zakon (svetlost, gostota svetlobnega toka),
- Sevalni zakoni
  - Kirchhoffov zakon sevanja
  - Planckov zakon (spektralna gostota sevanja črnega telesa),
  - Stefan-Boltzmannov zakon {\displaystyle j^{\star }=\sigma T^{4}\!\,} (celotno sevanje črnega telesa),
  - Sakuma-Hatorijeva enačba
  - Wienov zakon {\displaystyle \lambda _{0}T=k_{W,\lambda }\!\,}; {\displaystyle \nu _{0}/T=k_{W,\nu }\!\,} (največja valovna dolžina ali frekvenca sevanja črnega telesa),
- Termodinamika
  - Plinski zakoni
    - Boylov zakon p1 V1 = p2 V2 (tlak in prostornina idealnega plina),
    - Charles-Gay-Lussacov zakon T1/V1 = T2/V2 (plini se razširjajo sorazmerno s spremembo temperature),
    - Amontonsov zakon p1/T1 = p2/T2 (tlak in temperatura idealnega plina pri stalni prostornini),

  - Toplotni zakoni termodinamike
    - Ničti zakon termodinamike
    - Prvi zakon termodinamike (drugi postulat termodinamike)
    - Drugi zakon termodinamike (entropijski zakon)
    - Tretji zakon termodinamike (Nernstov zakon)
    - Onsagerjeve recipročne zveze (četrti zakon termodinamike)